# Lett labdarúgó-szövetség
A Lett labdarúgó-szövetség (lettül: Latvijas Futbola federācija, rövidítve LFF) Lettország nemzeti labdarúgó-szövetsége. 1921-ben alapították, egy évre rá a FIFA tagja lett, de ez a tagság megszűnt akkor, amikor Lettország a Szovjetunió tagja lett. Az ország függetlenné válása után lett az UEFA tagja. A szövetség szervezi a lett labdarúgó-bajnokságot valamint a lett kupát. Működteti a lett labdarúgó-válogatottat valamint a lett női labdarúgó-válogatottat. Székhelye Rigában található.

## Az LFF elnökei
- Vladimirs Ļeskovs (1990-1995)
- Modris Supe (1995-1996)
- Guntis Indriksons (1996-2018)
- Kaspars Gorkšs (2018-tól)

## Külső hivatkozások
- Hivatalos honlap
- Lettország Archiválva 2018. április 12-i dátummal a Wayback Machine-ben a FIFA honlapján
- Lettország az UEFA honlapján